# Jean-François Régis
Jean-François Régis (Fontcoverta, Aude, 1597 - Lalouvesc, Ardecha, 1640) fou un prevere jesuïta francès, evangelitzador a la regió del Velai. És venerat com a sant per l'Església catòlica.
No s'ha de confondre amb el també sant François-Régis Clet, màrtir a la Xina en 1820.

## Biografia

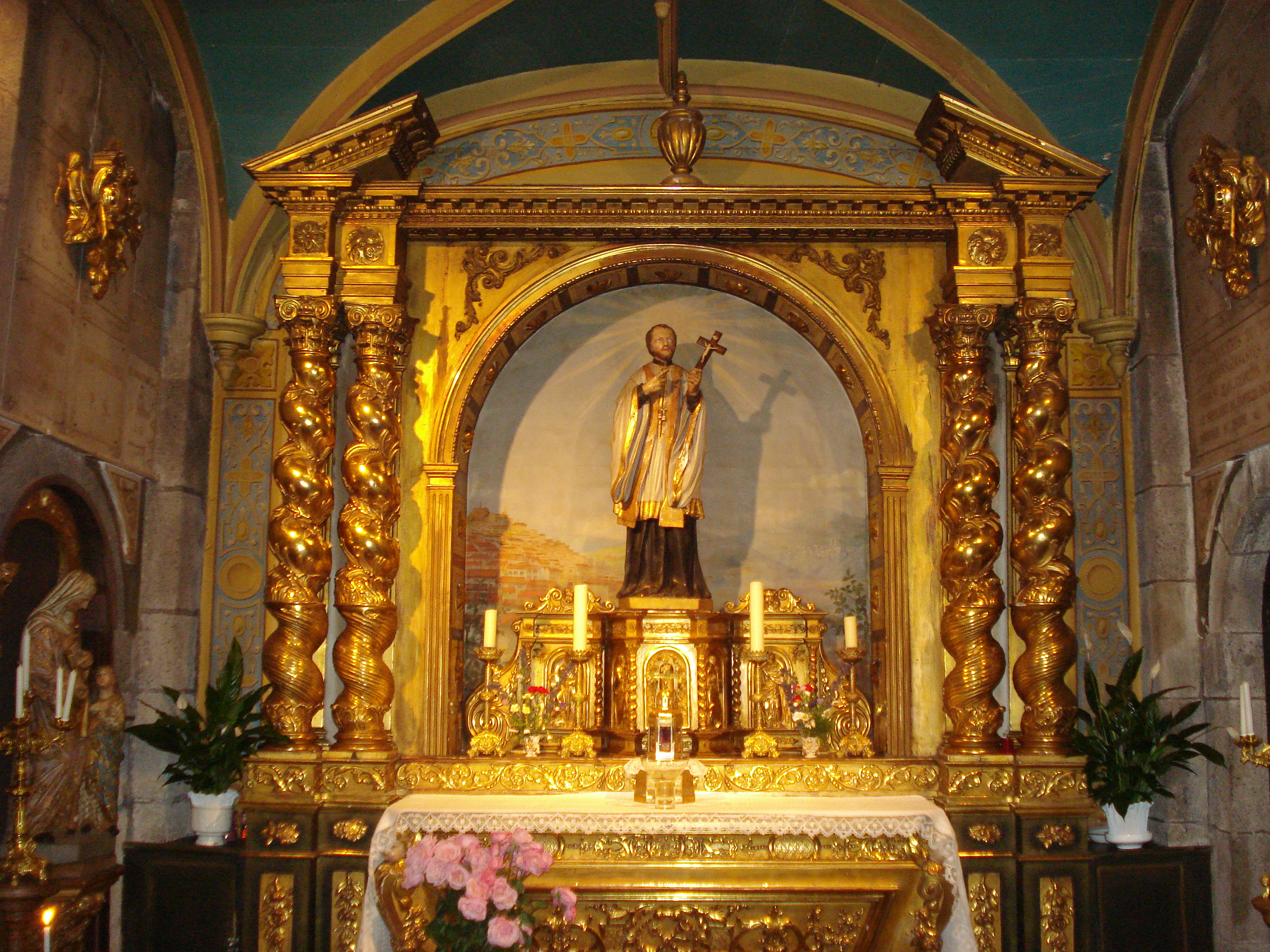
Altar i estàtual del sant a l'església de Notre-Dame du Collège (Puy-en-Velay).

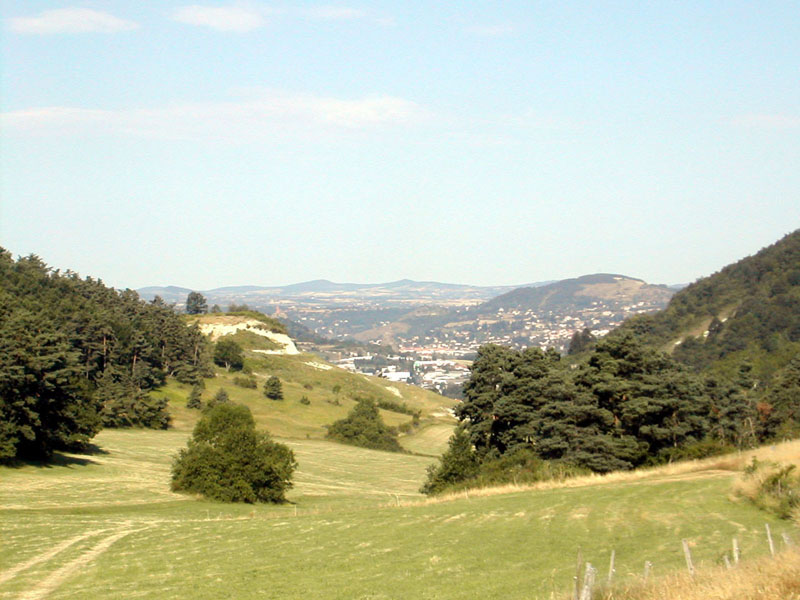
Part del Camí de Sant Régis.

Nascut en una família humil, Jean-François Régis va obtenir una borsa per a estudiar al col·legi jesuïta de Besiers. Va ingressar al noviciat jesuïta en 1616, i fou ordenat prevere en 1630. A partir de 1636 va recórrer les muntanyes i camps del Vivarès, les Cevenes i el Velai, predicant als pagesos; ho feia sobretot a l'hivern, per aprofitar que llavors els pagesos no estaven ocupats en les tasques del camps. El seu apostolat i l'exemple de vida austera que donava van aconseguir bons resultats i molta gent el seguí. A lo Puèi de Velai va crear un hospici per a prostitutes penedides, però no va ésser entès i fou criticat per la població. Al contrari, hi assolí molta popularitat en obtenir del parlament de Tolosa per a la vila el dret de fabricar de nou les reconegudes puntes del Pui del Velai, que eren un mitjà de vida per a moltes famílies amb pocs recursos.
El desembre de 1640, una violenta tempesta de neu impedí que pogués marxar de Lalouvesc (Vivarès, Roine-Alps), on havia estat predicant. Va agafar una pneumonia, però va voler celebrar la missa del gall i confessar els fidels. Ja no se'n recuperà i morí el 31 de desembre, al poble encara aïllat per la neu. Quan els jesuïtes de lo Puèi van venir a recollir-ne el cos, els vilatans no el volgueren lliurar i el sebolliren a l'església.

## Veneració
Gairebé immediatament, començaren els pelegrinatges fins a la seva tomba, ja que havia estat una persona molt popular i estimada. Finalment, fou canonitzat en 1737 per Climent XII. El 1877 s'hi aixecà la basílica de Saint-Régis de Lalouvesc.
El poble de Saint-Régis-du-Coin (Loira) porta el nom del sant en honor seu, ja que els habitants de Coin no havien acollit bé el sacerdot quan hi va anar; com a desgreuge, afegiren Saint-Régis al nom de la vila.
El Camí de Sant Régis és un circuit que passa pels diversos pobles on va predicar, entre Lo Puèi de Velai i Lalouvesc; entre anar i tornar ocupa uns nou o deu dies de marxa a peu, travessant el Velai i el Vivarès.